# Carnaval de Rio 2020
Cette page répertorie les participants de tous les carnavals de Rio 2020

## Défilé
| Groupe Spécial                        |
| Estácio de Sá                         |
| Unidos do Viradouro                   |
| Estação Primeira de Mangueira         |
| Paraíso do Tuiuti                     |
| Acadêmicos do Grande Rio              |
| União da Ilha do Governador           |
| Portela                               |
| Groupe Spécial                        |
| São Clemente                          |
| Unidos de Vila Isabel                 |
| Acadêmicos do Salgueiro               |
| Unidos da Tijuca                      |
| Mocidade Independente de Padre Miguel |
| Beija-Flor                            |
| Série A                               |
| Acadêmicos de Vigário Geral           |
| Acadêmicos da Rocinha                 |
| Unidos da Ponte                       |
| Unidos do Porto da Pedra              |
| Acadêmicos do Cubango                 |
| Renascer de Jacarepaguá               |
| Império Serrano                       |
| Série A                               |
| Acadêmicos do Sossego                 |
| Inocentes de Belford Roxo             |
| Unidos de Bangu                       |
| Acadêmicos de Santa Cruz              |
| Imperatriz Leopoldinense              |
| Unidos de Padre Miguel                |
| Império da Tijuca                     |
| Spécial Intendente                    |
| Independentes de Olaria               |
| Passa Régua                           |
| Arranco                               |
| Unidos da Villa Rica                  |
| Sereno de Campo Grande                |
| Difícil é o Nome                      |
| Unidos da Vila Santa Tereza           |
| Unidos do Jacarezinho                 |
| Botafogo Samba Clube                  |
| Unidos da Vila Kennedy                |
| Flor da Mina do Andaraí               |
| União de Jacarepaguá                  |
| Spécial Intendente                    |
| Acadêmicos do Jardim Bangu            |
| União do Parque Acari                 |
| União de Maricá                       |
| União do Parque Curicica              |
| Em Cima da Hora                       |
| Acadêmicos do Engenho da Rainha       |
| Lins Imperial                         |
| Império da Uva                        |
| LIVRES                                |
| Arame de Ricardo                      |
| Unidos de Lucas                       |
| Tradição                              |
| Siri de Ramos                         |
| Vizinha Faladeira                     |
| Alegria da Zona Sul                   |
| Accession Intendente                  |
| Imperadores Rubro-Negros              |
| Acadêmicos da Abolição                |
| Rosa de Ouro                          |
| Leão de Nova Iguaçu                   |
| Acadêmicos da Diversidade             |
| Independente da Praça da Bandeira     |
| Unidos de Cosmos                      |
| Mocidade de Vicente de Carvalho       |
| Unidos de Manguinhos                  |
| Império Ricardense                    |
| Unidos do Cabuçu                      |
| Caprichosos de Pilares                |
| Groupe d'Évaluation                   |
| União de Vaz Lobo                     |
| Feitiço do Rio                        |
| Unidos da Barra da Tijuca             |
| Acadêmicos de Jacarepaguá             |
| Unidos do Cabral                      |
| Flor do Jardim Primavera              |
| Império de Petrópolis                 |
| Peixe Vagabundo                       |
| Guerreiros Tricolores                 |
| Arrastão de Cascadura                 |
| Mocidade Unida do Santa Marta         |
| Mocidade Unida da Cidade de Deus      |
| Alegria do Vilar                      |
| Chatuba de Mesquita                   |
| Acadêmicos do Dendê                   |
| União Cruzmaltina                     |
| Coroa Imperial                        |
| Novo Império                          |
| União Rio Minas                       |
| A Majestade do Samba                  |

## Résultats
| Groupe Spécial       |                                       |       |                             |
| Pos                  | Samba schools                         | Pts   | Classification Relégué      |
| 1                    | Unidos do Viradouro                   | 269.6 | Champion Carnaval           |
| 2                    | Acadêmicos do Grande Rio              | 269.6 | Resté Groupe Spécial        |
| 3                    | Mocidade Independente de Padre Miguel | 269.4 | Resté Groupe Spécial        |
| 4                    | Beija-Flor                            | 269.4 | Resté Groupe Spécial        |
| 5                    | Acadêmicos do Salgueiro               | 269   | Resté Groupe Spécial        |
| 6                    | Estação Primeira de Mangueira         | 298.9 | Resté Groupe Spécial        |
| 7                    | Portela                               | 268.8 | Resté Groupe Spécial        |
| 8                    | Unidos de Vila Isabel                 | 268.6 | Resté Groupe Spécial        |
| 9                    | Unidos da Tijuca                      | 267.6 | Resté Groupe Spécial        |
| 10                   | São Clemente                          | 267   | Resté Groupe Spécial        |
| 11                   | Paraíso do Tuiuti                     | 266.2 | Resté Groupe Spécial        |
| 12                   | Estácio de Sá                         | 264.7 | Relégué Série Ouro          |
| 13                   | União da Ilha do Governador           | 264.2 | Relégué Série Ouro          |
| Série A              |                                       |       |                             |
| Pos                  | Samba schools                         | Pts   | Classification Relégué      |
| 1                    | Imperatriz Leopoldinense              | 270   | Promus Groupe Spécial       |
| 2                    | Unidos de Padre Miguel                | 269.6 | Former Série Ouro           |
| 3                    | Unidos do Porto da Pedra              | 269.2 | Former Série Ouro           |
| 4                    | Inocentes de Belford Roxo             | 268.8 | Former Série Ouro           |
| 5                    | Acadêmicos do Cubango                 | 268.8 | Former Série Ouro           |
| 6                    | Império da Tijuca                     | 268.6 | Former Série Ouro           |
| 7                    | Acadêmicos de Santa Cruz              | 268.5 | Former Série Ouro           |
| 8                    | Acadêmicos do Sossego                 | 268.1 | Former Série Ouro           |
| 9                    | Império Serrano                       | 267.4 | Former Série Ouro           |
| 10                   | Unidos de Bangu                       | 267.1 | Former Série Ouro           |
| 11                   | Acadêmicos de Vigário Geral           | 266.8 | Former Série Ouro           |
| 12                   | Unidos da Ponte                       | 267.7 | Former Série Ouro           |
| 13                   | Renascer de Jacarepaguá               | 266.1 | Relégué Série Prata         |
| 14                   | Acadêmicos da Rocinha                 | 265.4 | Relégué Série Prata         |
| Spécial Intendente   |                                       |       |                             |
| Pos                  | Samba schools                         | Pts   | Classification Relégué      |
| 1                    | Lins Imperial                         | 269.9 | Promus Série Ouro           |
| 2                    | Em Cima da Hora                       | 269.7 | Promus Série Ouro           |
| 3                    | União do Parque Curicica              | 269.4 | Former Série Prata          |
| 4                    | Império da Uva                        | 269.4 | Former Série Prata          |
| 5                    | Acadêmicos do Engenho da Rainha       | 269.3 | Former Série Prata          |
| 6                    | União de Jacarepaguá                  | 269.2 | Former Série Prata          |
| 7                    | Arranco                               | 269.1 | Former Série Prata          |
| 8                    | Unidos da Vila Santa Tereza           | 268.9 | Former Série Prata          |
| 9                    | União do Parque Acari                 | 268.8 | Former Série Prata          |
| 10                   | Botafogo Samba Clube                  | 268.8 | Former Série Prata          |
| 11                   | Unidos de Vila Kennedy                | 268.7 | Former Série Prata          |
| 12                   | Difícil é o Nome                      | 268.3 | Former Série Prata          |
| 13                   | União de Maricá                       | 268.2 | Former Série Prata          |
| 14                   | Independentes de Olaria               | 268.2 | Former Série Prata          |
| 15                   | Unidos do Jacarezinho                 | 268.1 | Former Série Prata          |
| 16                   | Flor da Mina do Andaraí               | 268.1 | Former Série Prata          |
| 17                   | Unidos da Villa Rica                  | 268.1 | Former Série Prata          |
| 18                   | Sereno de Campo Grande                | 267.8 | Former Série Prata          |
| 19                   | Passa Régua                           | 266.7 | Former Série Prata          |
| 20                   | Acadêmicos do Jardim Bangu            | 264.9 | Relégué Série Bronze        |
| LIVRES               |                                       |       |                             |
| Pos                  | Samba schools                         | Pts   | Classification Relégué      |
| 1                    | Tradição                              | 269.8 | Champion LIVRES             |
| 2                    | Alegria da Zona Sul                   | 269.6 | Former Série Prata          |
| 3                    | Unidos de Lucas                       | 269.1 | Resté LIVRES                |
| 4                    | Siri de Ramos                         | 267.6 | Resté LIVRES                |
| 5                    | Vizinha Faladeira                     | 267.6 | Resté LIVRES                |
| 6                    | Arame de Ricardo                      | 264.6 | Former Série Prata          |
| Accession Intendente |                                       |       |                             |
| Pos                  | Samba schools                         | Pts   | Classification Relégué      |
| 1                    | Caprichosos de Pilares                | 269.9 | Promus Série Prata          |
| 2                    | Leão de Nova Iguaçu                   | 269.8 | Promus Série Prata          |
| 3                    | Acadêmicos da Diversidade             | 269.8 | Promus Série Prata          |
| 4                    | Independente da Praça da Bandeira     | 269.6 | Promus Série Prata          |
| 5                    | Acadêmicos da Abolição                | 269.6 | Promus Série Prata          |
| 6                    | Imperadores Rubro-Negros              | 269.3 | Promus Série Prata          |
| 7                    | Rosa de Ouro                          | 269   | Promus Série Prata          |
| 8                    | Unidos de Manguinhos                  | 268.9 | Former Série Bronze         |
| 9                    | Império Ricardense                    | 268.7 | Former Série Bronze         |
| 10                   | Mocidade de Vicente de Carvalho       | 268.7 | Former Série Bronze         |
| 11                   | Unidos do Cabuçu                      | 268.7 | Former Série Bronze         |
| 12                   | Unidos de Cosmos                      | 266.2 | Relégué Groupe d'Évaluation |
| Groupe d'Évaluation  |                                       |       |                             |
| Pos                  | Samba schools                         | Pts   | Classification Relégué      |
| 1                    | Arrastão de Cascadura                 | 179.9 | Promus Série Bronze         |
| 2                    | Mocidade Unida do Santa Marta         | 179.7 | Promus Série Bronze         |
| 3                    | Novo Império                          | 179.6 | Suspendue                   |
| 4                    | Acadêmicos do Dendê                   | 179.4 | Promus Série Bronze         |
| 5                    | Guerreiros Tricolores                 | 179.3 | Promus Série Bronze         |
| 6                    | Império de Petrópolis                 | 179.1 | Promus Série Bronze         |
| 7                    | União Cruz Maltina                    | 178.9 | Promus Série Bronze         |
| 8                    | Acadêmicos de Jacarepaguá             | 178.9 | Promus Série Bronze         |
| 9                    | Peixe Vagabundo                       | 178.6 | Promus Série Bronze         |
| 10                   | Feitiço do Rio                        | 178.4 | Resté Groupe d'Évaluation   |
| 11                   | Flor do Jardim Primavera              | 178.3 | Resté Groupe d'Évaluation   |
| 12                   | Chatuba de Mesquita                   | 177.5 | Resté Groupe d'Évaluation   |
| 13                   | União Rio-Minas                       | 176.3 | Resté Groupe d'Évaluation   |
| 14                   | Unidos da Barra da Tijuca             | 176.2 | Resté Groupe d'Évaluation   |
| 15                   | Unidos do Cabral                      | 172   | Resté Groupe d'Évaluation   |
| 16                   | Coroa Imperial                        | 165.2 | Resté Groupe d'Évaluation   |
|                      | Mocidade Unida da Cidade de Deus      | 0.0   | Resté Groupe d'Évaluation   |
| A Majestade do Samba |                                       | 0.0   |                             |
| Alegria do Vilar     |                                       | 0.0   |                             |
| União de Vaz Lobo    |                                       | 0.0   |                             |

## Discographie de Samba Enredo
| Groupe Spécial                        |                        |
| Piste                                 | Interprète             |
| École                                 |                        |
| Estação Primeira de Mangueira         | Marquinho Art'Samba    |
| Unidos do Viradouro                   | Zé Paulo Sierra        |
| Unidos de Vila Isabel                 | Tinga                  |
| Portela                               | Gilsinho               |
| Acadêmicos do Salgueiro               | Quinho                 |
| Mocidade Independente de Padre Miguel | Wander Pires           |
| Unidos da Tijuca                      | Wantuir                |
| Paraíso do Tuiuti                     | Nino do Milênio        |
| Acadêmicos do Grande Rio              | Evandro Malandro       |
| União da Ilha do Governador           | Ito Melodia            |
| Beija-Flor                            | Neguinho da Beija-Flor |
| São Clemente                          | Grazzi Brasil          |
| Estácio de Sá                         | Serginho do Porto      |
| Série A                               |                        |
| Piste                                 | Auteur                 |
| École                                 | Interprète             |
| Acadêmicos do Cubango                 | Thiago Brito           |
| Unidos do Porto da Pedra              | Pitty Di Menezes       |
| Imperatriz Leopoldinense              | Arthur Franco          |
| Império Serrano                       | Silas Leleu            |
| Império da Tijuca                     | Daniel Silva           |
| Acadêmicos de Santa Cruz              | Roninho                |
| Unidos de Padre Miguel                | Diego Nicolau          |
| Renascer de Jacarepaguá               | Leonardo Bessa         |
| Unidos de Bangu                       | Igor Vianna            |
| Inocentes de Belford Roxo             | Tem-Tem Sampaio        |
| Unidos da Ponte                       | Leandro Santos         |
| Acadêmicos da Rocinha                 | Ciganerey              |
| Acadêmicos do Sossego                 | Guto                   |
| Acadêmicos de Vigário Geral           | Tem-Tem Jr             |